# Nerf vestibulocochléaire
Le nerf vestibulocochléaire (VIII), ou nerf cochléo-vestibulaire, ou nerf auditif, est le huitième nerf crânien. Issu de la fusion du nerf cochléaire (audition) et du nerf vestibulaire (équilibre), il sert principalement à l'ouïe et au sens de l’équilibre. Observable à l'IRM et au scanner, son altération peut entraîner ou accompagner des troubles de l'audition ou de l'équilibre, comme les acouphènes et les vertiges.

## Anatomie
Comme presque tous les nerfs crâniens (à l'exception du I et du II), le nerf vestibulocochléaire est issu du tronc cérébral. Ses neurofibres partent de l'os temporal, traversent le méat acoustique interne et pénètrent le tronc cérébral entre le pont et la moelle allongée. Il se forme par la fusion du nerf cochléaire et du nerf vestibulaire. Les corps cellulaires des axones qui composent ces fibres se situent dans les ganglions de l'oreille interne : ganglion vestibulaire pour le nerf vestibulaire et ganglion spiral, à l'intérieur de la cochlée, pour le nerf cochléaire.

## Fonction
Le nerf VIII a deux fonctions assurées par des branches nerveuses distinctes :
- L'audition, médiée par le nerf cochléaire dont les noyaux des axones se situent dans le ganglion spiral et dont les fibres passent par le méat acoustique interne pour projeter sur les noyaux cochléaires dorsal, antéroventral et postéroventral.
- L'équilibre, l'orientation et les mouvements de la tête, assurés par le nerf vestibulaire dont les corps cellulaires des axones qui le composent se trouvent dans le ganglion vestibulaire de Scarpa et projettent sur les noyaux vestibulaires antérieur, postérieur, inférieur et supérieur.

## Examen

### Éléments cliniques
Une atteinte du nerf vestibulocochléaire se traduit notamment par une sensation de vertige, un trouble de l’équilibre et un nystagmus. Elle conduit le praticien à examiner les signes d'un possible accident vasculaire cérébral. La combinaison d'un nystagmus vertical et de signes neurologiques comme une déviation posturale peuvent orienter l'examen vers le syndrome de Wallenberg ou l'infarctus cérébelleux.

### Exploration
L'imagerie par résonance magnétique permet l'exploration de la base du crâne, de l’encéphale et du labyrinthe. Le protocole comprend les séquences vestibulaires et auditives, ainsi que les connexions nerveuses encéphaliques. Le scanner sans injection est utile pour l'étude des structures osseuses du labyrinthe et en cas de contre-indication à l’IRM.

## Pathologies

### Acouphènes
Entre d'autres causes possibles, dont la tumeur de l'angle pontocérébelleux, les  acouphènes peuvent résulter d'une irritation du contingent cochléaire à cause d'une compression neuro-vasculaire.

### Hyperacousie
Chez des souris de laboratoire, les chercheurs Hickox et Liberman (2014) ont montré que l’exposition aux bruits pouvait induire une dégénérescence du nerf vestibulocochléaire sans perte d’audition significative et un comportement d'hyperacousie associé : l'exposition aux bruits induits une perte partielle de fibres nerveuses reliées aux cellule ciliées internes CCI et principalement celles véhiculant les niveaux hauts sonores (fibres à haut seuil). Pour Knipper, Van Dijk, Nunes, Rüttiger et Zimmermann (2013) une grande étendue de désafférentation déclencheraient des acouphènes alors qu'une désafférentation modérée devrait plutôt être liée à de l'hyperacousie.

### Vertiges
L'atteinte du labyrinthe ou du contingent vestibulaire du nerf acoustique participent à des vertiges dits périphériques, par différence avec ceux en relation le système nerveux central. Elle cause des épisodes vertigineux intenses dans le cas de la maladie de Ménière. Parfois d'origine virale, la névrite vestibulaire aigüe se manifeste également par des vertiges de longue durée, des vomissements, une ataxie et des sensations de malaise.